# Liberia
Liberia, quốc hiệu là Cộng hòa Liberia, là một quốc gia nằm ở Tây Phi, giáp giới với các nước Sierra Leone, Guinée, và Côte d'Ivoire. Liberia có diện tích là 43.000 dặm vuông anh (111.369 km2)

## Từ nguyên
Từ nguyên của địa danh "Liberia" là "xứ tự do", biểu thị cho việc đây là nơi định cư của nô lệ được giải phóng.

## Lịch sử
Liberia được thành lập năm 1822 làm nơi định cư cho dân nô lệ được giải phóng từ Mỹ rồi được hồi hương về châu Phi. Năm 1847 Liberia trở thành quốc gia độc lập. Thủ đô Monrovia vinh danh Tổng thống Hoa Kỳ James Monroe (1758-1831). Tuy xứ sở này hình thành do dân nô lệ da đen từ Bắc Mỹ trở về lập nghiệp, đại đa sô dân Liberia là thổ dân thuộc 16 bộ tộc bản xứ. Tình hình chính trị Liberia tương đối ổn định trong một thời gian dài tuy có ít nhiều tranh chấp giữa người Mỹ gốc Phi châu và thổ dân bản xứ. Từ năm 1885 đến năm 1910, địa giới Liberia được phân định qua các thỏa thuận với hai đế quốc Anh và Pháp.
Từ sau 1920, đất nước đạt được những tiến bộ đáng kể trong việc tiến sâu vào nội địa. Tiến trình này được xúc tiến mạnh nhờ việc xây dựng 69 km đường xe lửa từ Monrovia đến Bomi Hills. Tháng 7 năm 1971, Tổng thống William V. Tubman qua đời sau ca mổ. Phó Tổng thống William R. Tolbert tiếp tục lãnh đạo đất nước.
Tháng 4 năm 1980, cuộc đảo chính quân sự lật đổ chế độ của William Tolbert, Samuel K. Doe lên cầm quyền, nhưng chính Doe cũng bị lật đổ và bị ám sát trong cuộc nội chiến bùng nổ năm 1990. Xung đột kết thúc năm 1996 và cuộc tuyển cử đa đảng đã diễn ra năm 1997. Lãnh đạo đảng Mặt trận Dân tộc Yêu nước, Charles Taylor, trở thành Tổng thống. Năm 2000, Liên hiệp châu Âu đình chỉ tài trợ cho Charles Taylor vì cho rằng Taylor ủng hộ quân nổi dậy ở Sierra Leone.
Vào tháng 8 năm 2003, một hiệp định hoà bình toàn diện đã kết thúc 14 năm nội chiến và thúc đẩy việc từ chức của tổng thống tiền nhiệm Charles Taylor người phải sống lưu vong ở Nigeria. Sau 2 năm cầm quyền của chính phủ quá độ, các cuộc bầu cử dân chủ đã đưa tổng thống Ellen Johnson-Sirleaf lên cầm quyền vào cuối năm 2005. Bầu cử tổng thống và hiến pháp diễn ra tự do và công bằng khắp nơi bất chấp luận điệu không trung thực từ George Weah - đối thủ của Johnson-Sirleaf. Uỷ ban Liên Hiệp quốc ở Liberia (UNMIL) có mặt ở mọi nơi tại nước này đã hoàn thành xong chương trình giải giáp vũ khí đối với những binh lính trước đây vào cuối năm 2004, tuy nhiên tình hình an ninh vẫn bất ổn và quá trình tái thiết cơ cấu kinh tế xã hội quốc gia bị chiến tranh tàn phá này vẫn rất chậm chạp.

### Nội chiến lần 1 (1989-1997)
Là cuộc nội chiến giữa 2 phe: Chính phủ Liberia (Được lãnh đạo bỏi Doe vào năm 1990 sau đó bị lật đổ và được lên cầm quyền bởi Hezekiah Bowen-Tổng tư lệnh ALF) và NPLF-National Patriotic Front of Liberia (Mặt trận Yêu nước Quốc gia Liberia; lãnh đạo bởi Taylor, Johnson, Yeaten, Dokie và Woewiyu; chống lại ALF và chính phủ Liberia), cuộc nội chiến đã đẩy đất nước vào khủng hoảng nặng nề, khiến cho 200.000 người chết (gồm cả người dân). Kết quả cuối cùng cho thấy Taylor đã thắng và sau đó trở thành tổng thống Liberia.

### Chính phủ chuyển tiếp và cuộc bầu cử
| Ứng cử viên   | Ứng cử viên             | Ứng cử viên             |
| ------------- | ----------------------- | ----------------------- |
| Tên           | Charles Taylor          | Ellen Johnson-Sirleaf   |
| Đảng phái     |                         |                         |
| NPP           | NPP                     | UP                      |
| Tổng số phiếu | 468.443 (75,33%)        | 59,557 (9.58%)          |
| Kết quả       | Charles Taylor thắng cử | Charles Taylor thắng cử |

### Nội chiến lần 2 (1999-2003)
Đất nước hòa bình chưa được bao lâu thì sau 2 năm, cuộc nội chiến lần 2 lại bùng nổ, cuộc nội chiến diễn ra giữa phe chống Taylor và Chính phủ của Liberia do Taylor lãnh đạo. Cuộc chiến diễn ra khá khốc liệt, chỉ kết thúc khi phiến quân thành công chiếm được Monrovia sau cuộc vây hãm kéo dài từ tháng 7 đến tháng 8 năm 2003. Không lâu sau đó thì nội chiến kết thúc do Taylor từ chức và lưu vong. Cuộc nội chiến đã giết chết ~50.000 người. Tiếp theo đó là hiệp định hòa bình Accra và tiến trình gìn giữ hòa bình của Liên Hợp Quốc.

## Chính trị và chính phủ
Theo thể chế Cộng hoà tổng thống, chế độ lưỡng viện (từ năm 1847). 
Hiến pháp hiện hành được ban hành ngày 6 tháng 1 năm 1986.
Tổng thống được bầu theo phổ thông đầu phiếu, nhiệm kỳ 4 năm; 26 thành viên của Thượng nghị viện được bầu theo phổ thông đầu phiếu, nhiệm kỳ 9 năm và 64 thành viên của Hạ nghị viện được bầu bằng tuyển cử phổ thông phêíu đầu, nhiệm kỳ 6 năm. Tổng thống bổ nhiệm của thành viên của Nội các.

## Hành chính
Liberia được chia thành 15 tỉnh, sau đó lần lượt được chia thành các hạt. Các quận lâu đời nhất là Grand Bassa và Montserrado, cả hai được thành lập vào năm 1839 trước khi Liberia độc lập. Gbarpolu là hạt mới nhất, được thành lập vào năm 2001. Nimba là hạt lớn nhất với diện tích 4.460 dặm vuông (11.551 km2), trong khi Montserrado là nhỏ nhất với 737 dặm vuông (1.909 km2). Montserrado cũng là quận đông dân nhất với 1.144.806 người dân.
Mười lăm tỉnh được quản lý bởi các Thống đốc do Tổng thống bổ nhiệm. Hiến pháp kêu gọi cuộc bầu cử các lãnh đạo khác nhau ở cấp tỉnh và hạt, nhưng các cuộc bầu cử đã không xảy ra từ năm 1985 do chiến tranh và những khó khăn tài chính.
| STT# | Tỉnh             | Thủ phủ      | Dân số (2008) | Diện tích                        | Năm thành lập |
| ---- | ---------------- | ------------ | ------------- | -------------------------------- | ------------- |
| 1    | Bomi             | Tubmanburg   | 82,036        | 750 dặm vuông Anh (1.942 km2)    | 1984          |
| 2    | Bong             | Gbarnga      | 328,919       | 3.387 dặm vuông Anh (8.772 km2)  | 1964          |
| 3    | Gbarpolu         | Bopulu       | 83,758        | 3.741 dặm vuông Anh (9.689 km2)  | 2001          |
| 4    | Grand Bassa      | Buchanan     | 224,839       | 3.064 dặm vuông Anh (7.936 km2)  | 1839          |
| 5    | Grand Cape Mount | Robertsport  | 129,055       | 1.993 dặm vuông Anh (5.162 km2)  | 1844          |
| 6    | Grand Gedeh      | Zwedru       | 126,146       | 4.048 dặm vuông Anh (10.484 km2) | 1964          |
| 7    | Grand Kru        | Barclayville | 57,106        | 1.504 dặm vuông Anh (3.895 km2)  | 1984          |
| 8    | Lofa             | Voinjama     | 270,114       | 3.854 dặm vuông Anh (9.982 km2)  | 1964          |
| 9    | Margibi          | Kakata       | 199,689       | 1.010 dặm vuông Anh (2.616 km2)  | 1985          |
| 10   | Maryland         | Harper       | 136,404       | 887 dặm vuông Anh (2.297 km2)    | 1857          |
| 11   | Montserrado      | Bensonville  | 1,144,806     | 737 dặm vuông Anh (1.909 km2)    | 1839          |
| 12   | Nimba            | Sanniquellie | 468,088       | 4.460 dặm vuông Anh (11.551 km2) | 1964          |
| 13   | Rivercess        | Rivercess    | 65,862        | 2.160 dặm vuông Anh (5.594 km2)  | 1985          |
| 14   | River Gee        | Fish Town    | 67,318        | 1.974 dặm vuông Anh (5.113 km2)  | 2000          |
| 15   | Sinoe            | Greenville   | 104,932       | 3.914 dặm vuông Anh (10.137 km2) | 1843          |

## Địa lý
Quốc gia ở Tây Phi, bên bờ Đại Tây Dương, Tây Bắc giáp Sierra Leone, Đông Bắc giáp Guinea, Đông giáp Côte d'Ivoire. Lãnh thổ Liberia có rất nhiều sông, vùng cao nguyên lượn sóng ở phía Đông Bắc được bao quanh bởi dãy Guinea thoải dần về phía vùng đồng bằng ven biển và bãi biển thấp ở vùng Tây Nam. Các khu rừng rậm ở Liberia tương ứng với các vùng nằm trong miền khí hậu cận xích đạo, rất ẩm ướt.

## Kinh tế
Nguồn tài nguyên ở Liberia tương đối đa dạng nông sản nhiệt đới gồm có dầu cọ, cà phê, ca cao, cao su; khoáng sản gồm có kim cương, vàng và nhất là quặng sắt, khai thác gỗ ở các khu rừng rậm. Vận tải tàu biển cửa Liberia là một ngành quan trọng, đứng hàng thứ hai trên thế giới. Cuộc nội chiến từ năm 1990 đã tàn phá nền kinh tế đất nước.
Công nghiệp chiếm 15%, nông nghiệp 50% và dịch vụ 35% GDP.
Có 3/4 lực lượng lao động làm nông nghiệp, sản xuất sắn và lúa gạo. Cao su, cà phê và ca cao được trồng để xuất khẩu. Liberia xuất khẩu một khối lượng quan trọng quặng sắt. Cuộc nội chiến, năm 1990, đã làm đảo lộn nền kinh tế của Liberia, từ đó thương mại của Liberia bị giảm sút. Xuất khẩu đạt 39 triệu USD, nhập khẩu: 142 triệu USD; nợ nước ngoài: 3 tỷ USD.
Nội chiến và sự quản lý yếu kém của chính phủ đã tàn phá nền kinh tế Liberia, đặc biệt là cơ sở hạ tầng trong và xung quanh thủ đô Monrovia, trong khi lệnh trừng phạt quốc tế vẫn còn hiệu lực đối với xuất khẩu gỗ và kim cương sẽ tiếp tục hạn chế triển vọng tăng trưởng trong tương lai. Nhiều doanh nhân đã bỏ chạy khỏi đất nước mang theo tiền bạc và chất xám. Một số quay trở lại nhưng nhiều người sẽ không quay về. Được ban tặng nguồn nước, khoáng sản, rừng và khí hậu thì rất phù hợp với nông nghiệp, Liberia đã trở thành một nước sản xuất và xuất khẩu những sản phẩm cơ bản - chủ yếu là gỗ chưa chế biến và cao su. Chế tạo trong nước, chủ yếu là do nước ngoài đầu tư chỉ chiếm quy mô nhỏ. Sự ra đi của tổng thống tiền nhiệm Charles Taylor sang Nigeria vào tháng 8 năm 2003, việc thành lập chính phủ quá độ và sự có mặt của Uỷ ban Liên Hợp Quốc đã giúp giảm bớt cuộc khủng hoảng chính trị, nhưng không giúp nhiều cho việc khuyến khích phát triển kinh tế. Các nhà tài trợ quốc tế giàu có luôn sẵn sàng trợ giúp cho những nỗ lực tái thiết giờ rút lại ý định tài trợ trừ khi Quốc hội Liberia thực sự cai quản và thực hiện kế hoạch hành động quản lý kinh tế. Kế hoạch này được Nhóm Liên hệ quốc tế vì Liberia lập ra tháng 10 năm 2005 nhằm giúp đảm bảo việc thu và phân bổ một cách trong sạch - một điều không có được dưới chế độ của chính phủ quá độ và điều đó đã ngăn cản sự hồi phục của nền kinh tế Liberia. Công cuộc tái thiết cơ sở hạ tầng và việc tăng thu nhập của nền kinh tế bị tàn phá này sẽ phụ thuộc rất nhiều vào sự trợ giúp tài chính và sự trợ giúp kỹ thuật hảo tâm từ các nước viện trợ.
Tăng trưởng GDP của Liberia trong giai đoạn 5 năm gần đây đạt mức tăng trưởng ổn định khá cao. Năm 2010, GDP của Liberia đạt 977 triệu USD (theo tỷ giá quy đổi), đạt mức tăng trưởng 6% và GDP bình quân đầu người là 500 USD, khá cao trong khu vực.
Hoạt động ngoại thương của Liberia khá phát triển, năm 2006, Liberia xuất khẩu được 1,19 tỷ USD đến các nước Malaysia 22,1%, Nam Phi 18,1%, Ba Lan 14,9%, Đức 9,2%, Mỹ 8,4%, Tây Ban Nha 6,6%, Hàn Quốc 4,8%, Na Uy 4,4% với các mặt hàng chính là cao su, gỗ, thép, kim cương, ca cao, cà phê... Tuy nhiên nhập khẩu của Liberia có kim ngạch khá lớn so với xuất khẩu, hơn 7,143 tỷ USD gồm các mặt hàng xăng dầu, hoá chất, máy móc thiết bị, lương thực thực phẩm, các bạn hàng nhập khẩu chính của Liberia là Hàn Quốc 38,2%, Singapore 19,4%, Nhật 13,1%, Trung Quốc 10,2%.

## Nhân khẩu
| Tôn giáo tại Liberia (2010) | Tôn giáo tại Liberia (2010) | Tôn giáo tại Liberia (2010) | Tôn giáo tại Liberia (2010) | Tôn giáo tại Liberia (2010) |
| --------------------------- | --------------------------- | --------------------------- | --------------------------- | --------------------------- |
| Tôn giáo                    | Tôn giáo                    |                             | tỷ lệ                       | tỷ lệ                       |
| Tin lành                    | Tin lành                    |                             | 76.3%                       | 76.3%                       |
| Hồi giáo                    | Hồi giáo                    |                             | 12.2%                       | 12.2%                       |
| Công giáo Roma              | Công giáo Roma              |                             | 7.2%                        | 7.2%                        |
| Phi Cơ đốc giáo             | Phi Cơ đốc giáo             |                             | 1.6%                        | 1.6%                        |
| Vô thần                     | Vô thần                     |                             | 1.4%                        | 1.4%                        |
| Khác                        | Khác                        |                             | 1.3%                        | 1.3%                        |

Tính đến năm 2008, Liberia là quê hương của 3.476.608 người. Trong đó, 1.118.241 sống ở tỉnh Montserrado, là tỉnh đông dân nhất cả nước và cũng là nơi có thủ đô Monrovia với dân số 970.824 người. Nimba là tỉnh đông dân nhất tiếp theo với 462.026 cư dân. Đến năm 2006, Liberia là nước có tốc độ tăng trưởng dân số cao nhất trên thế giới (4,50% mỗi năm). Tương tự như các nước láng giềng, nước này có một lượng dân số trẻ lớn, với một nửa dân số ở độ tuổi dưới 18.
Dân số bao gồm 16 nhóm dân tộc thiểu số bản địa và nước ngoài khác nhau. Người dân bản địa chiếm khoảng 95% dân số, lớn nhất trong số đó là các sắc tộc Kpelle sống ở miền trung và miền tây Liberia. Người Americo-Liberia, là con cháu của những người định cư ở Mỹ gốc Phi, chiếm 2,5%, và người Congo, con cháu của những người hồi hương từ Congo và da đen nô lệ ở Caribe trở về năm 1825, chiếm khoảng 2,5%. Cũng có một số lượng khá lớn người Liban, Ấn Độ, và các nước Tây Phi khác, những người tạo nên một phần quan trọng của cộng đồng doanh nghiệp Liberia. Một số ít nữa là người gốc châu Âu cư trú ở trong nước. Hiến pháp Liberia hạn chế quyền công dân của người nước ngoài là những người không có nguồn gốc châu Phi da đen.
Có 31 ngôn ngữ bản địa được nói tại Liberia. Tiếng Anh là ngôn ngữ chính thức và là ngôn ngữ chung của đất nước.

## Văn hóa
Truyền thống văn học Liberia được mặc nhiên thừa nhận từ thời điểm lập quốc (1822), nhưng chỉ thực tạo ra thành tựu khi cuốn tiểu thuyết tiên phong do Joseph Walters xuất bản vào năm 1891.

## Giáo dục
Tỉ lệ biết chữ ở Liberia ngày càng tăng do hệ thống trường học được tăng cường. Theo quy định của luật giáo dục cưỡng chế năm 1912, giáo dục bắt buộc và miễn phí đối với trẻ em (từ 6-16 tuổi). Tuy nhiên, tỉ lệ trẻ em đến trường vẫn còn rất thấp. Liberia có một trường đại học ở thủ đô Monrovia và một số trường cao đẳng khác.

## Những người Liberia nổi tiếng
Nữ Tổng thống Liberia Ellen Johnson Sirleaf, người đã đạt giải Nobel Hòa bình năm 2011. Bà là nữ Tổng thống dân cử đầu tiên ở châu Phi và hiện nay (2011), là nhà nữ lãnh đạo duy nhất tại châu lục này. Người phụ nữ 72 tuổi này gắn với nhiều danh hiệu như: Người đàn bà thép châu Phi, Linh hồn của cách mạng Liberia, nhà cải cách và kiến tạo hòa bình Liberia...
George Weah là một nhà chính trị gia đồng thời là cựu cầu thủ bóng đá người Liberia. Ông đã dành quãng thời gian 14 năm trong sự nghiệp chơi cho các CLB tại Pháp, Italia và Anh. Giành được các danh hiệu tại hai trong số ba quốc gia kể trên. Năm 1995, tại Milan, ông giành được danh hiệu cầu thủ xuất sắc nhất thế giới của FIFA, cầu thủ xuất sắc nhất châu Âu và cầu thủ xuất sắc nhất châu Phi. Ông thường được ca ngợi là một trong những cầu thủ vĩ đại nhất mọi thời đại của bóng đá châu Phi.